# 월레스와 그로밋: 복수의 날개
《월레스와 그로밋: 복수의 날개》(영어: Wallace & Gromit: Vengeance Most Fowl)는 2024년 공개된 영국의 코미디 애니메이션 영화로, 닉 파크와 멀린 크로싱엄이 감독을 맡았다. 제97회 아카데미상 장편 애니메이션상 후보작이다.

## 줄거리
월레스는 로봇 정원 요정 노봇을 발명하고, 이를 대여해주는 사업을 시작한다. 그의 개 그로밋은 소외감을 느끼며 월레스가 기술에 지나치게 의존하는 것을 우려한다. 밤마다 시끄럽게 충전하는 노봇에 짜증이 난 그로밋은 노봇을 지하실로 데려가 컴퓨터에 연결해 충전한다.
시립 박물관에서 블루 다이아몬드를 훔치려다 월레스와 그로밋에게 체포된 펭귄 페더스 맥그로는 동물원에 수감되어 있다. 텔레비전에서 노봇에 대해 듣게 된 그는 월레스의 컴퓨터를 해킹해 노봇을 자신을 위해 봉사하고 요정 군대를 만들도록 재프로그래밍한다. 도시 곳곳의 가정에서 일하면서 요정들은 여러 물건을 훔친다. 앨버트 매킨토시 경감과 신임 경찰관 머커지는 월레스가 범인이라고 결론 내리고 그의 발명품 대부분을 압수하지만, 요정들은 찾지 못한다.
그로밋은 경찰서에서 월레스의 요정 추적 장치를 되찾아 요정들을 추적해 동물원으로 향한다. 그곳에서 그는 요정들이 훔친 물건들로 페더스가 하수도망을 통해 탈출할 잠수함을 만들었다는 사실을 발견한다. 페더스는 그로밋을 발견하고 노봇에게 그가 숨어있던 나무를 자르라고 명령한다. 그로밋과 노봇이 땅에 떨어지고, 충격으로 인해 노봇은 원래 설정으로 초기화된다.
그로밋은 다이아몬드가 다시 전시되고 있는 박물관으로 가지만, 다이아몬드는 순무로 바뀌어 있었다. 페더스 맥그로는 체포될 당시 진짜 다이아몬드를 월레스의 낡은 찻주전자에 숨겨두었던 것이다. 그로밋이 집으로 돌아왔을 때 그와 월레스는 요정들에게 붙잡힌다. 페더스는 찻주전자에서 다이아몬드를 꺼내고 월레스와 그로밋을 찬장에 가둔다.
월레스와 그로밋은 낙엽 송풍기를 이용해 노봇과 함께 탈출한다. 매킨토시와 머커지가 자전거를 타고 쫓는 동안 그들은 운하에서 내로우 보트를 타고 페더스를 추격한다. 월레스는 요정들을 향해 장화를 발사해 초기화하는 기계를 발명한다. 그로밋이 페더스의 내로우 보트에 뛰어오르지만, 경찰이 운하를 막아선 것을 본 페더스는 수로교 밖으로 방향을 틀어버린다. 배가 벼랑 끝에서 위태롭게 흔들리는 가운데, 월레스는 그로밋에게 다이아몬드가 든 가방을 페더스에게 넘기라고 설득한다. 페더스는 내로우 보트에서 뛰어내리고 배는 추락하지만, 그로밋은 노봇과 다른 요정들에 의해 구조된다.
페더스는 기차를 타고 요크셔로 도망치지만, 그로밋이 다이아몬드를 순무로 바꿔치기했다는 사실을 발견한다. 매킨토시는 자신의 직감을 믿은 머커지를 칭찬하고 은퇴한다. 월레스는 기계가 인간의 손길을 대체할 수 없다는 것을 인정하며 다시 발명에 몰두하고, 그로밋은 노봇을 그들의 가족으로 받아들인다.

## 성우진
- 벤 화이트헤드 - 월레스 역
- 피터 케이 - 앨버트 매킨토시
- 리스 시어스미스 - 노봇
- 로런 파텔 - 머커지
- 다이앤 모건 - 오니아 도어스텝
- 아조아 안도
- 레니 헨리

## 제작
《빵과 죽음의 문제》(2008년) 제작 당시, 닉 파크는 《거대 토끼의 저주》(2005년) 제작 과정에서 드림웍스 애니메이션과 작업하면서 겪었던 어려움에 대해 공개적으로 언급했다. 끊임없는 제작 지시사항들과 미국 아동들의 취향에 더 맞추도록 내용을 수정하라는 요구 등이 있었다고 한다. 이로 인해 그는 수년간 장편 영화 제작을 꺼리게 되었고, 피터 로드는 파크가 "30분 분량 형식"을 선호한다고 언급했다.
새로운 《월리스와 그로밋》 영화는 2022년 1월에 발표되었다. 닉 파크와 멀린 크로싱햄이 공동 연출을 맡고 마크 버튼이 각본을 쓰며, 클레어 제닝스가 제작을 맡기로 했다. 아드만이 사용하는 모델링 점토인 루이스 뉴플라스트를 만드는 공장이 2023년 3월에 문을 닫았고, 아드만은 새 영화 제작에 필요한 만큼의 점토를 확보했다. 《데일리 텔레그래프》는 처음에 점토 부족으로 인해 스튜디오가 이후 새로운 영화를 제작하지 못할 수 있다고 보도했으나, 아드만은 성명을 통해 새로운 공급업체를 찾을 것이라고 밝혔다.
2024년 6월 6일, 영화의 제목이 《벤젠스 모스트 파울》(Vengeance Most Fowl, 한국어판 정식 제목은 《복수의 날개》)로 확정되었으며, 《전자바지 소동》(1993년)의 악역이었던 페더스 맥그로가 돌아온다는 사실도 함께 공개되었다. 이때 리처드 비크가 클레어 제닝스를 대신해 제작자가 되었다는 소식도 전해졌는데, 제닝스는 자문 제작자로 크레딧에 이름을 올리게 된다.

## 음악
작품의 음악은 론 밸프가 작곡했으며, 오랫동안 시리즈의 음악을 맡아온 줄리안 노트의 테마를 포함하고 있다. 밸프는 이전에 《거대 토끼의 저주》(2005년)에서 노트의 음악에 추가 음악을 제공한 바 있다. 탈출 장면에서는 페더스 맥그로가 연주하는 맷 먼로의 "Born Free"가 잠깐 등장한다.